# دي إس للسيارات
دي إس أو (DS) هي شركة لتصنيع للسيارات الفارهة أسستها شركة سيتروين سنة 2009 حتى يونيو 2014 حيث أصبحت علامة تجارية مستقلة، الشركة تابعة لمجموعة بيجو سيتروين. الإطلاق الرسمي للعلامة كان في معرض جنيف للسيارات في مارس 2015 تحت اسم سيتروين دي إس (استعملت شركة سيتروين الاسم كموديل سيارات ما بين 1955 و 1975). تمتلك شركة دي إس خط إنتاج لعدة أنواع سيارات مثل: دي إس 3 ودي إس 4 ودي إس 5 و دي إس 6 (سيارة رياضية غير مرخصة في السوق الأوروبية)، و  دي إس كروسباك تملك الشركة مصنع إنتاج في ميلوز بفرنسا وآخر في شنجن في الصين بشراكة مع شركة دونغفينغ موتور.

## الموديلات

### الحالية
| DS 3 | DS 4 | DS 4S | DS 5 | DS 5LS | DS 6 | DS 7 Crossback |
| ---- | ---- | ----- | ---- | ------ | ---- | -------------- |
|      |      |       |      |        |      |                |

### موديلات مستقبلية
- DS 3 Crossback (ابتداءاً من 2019)

## المبيعات
| السنة | حجم المبيعات عالمياً |
| ----- | ------------------- |
| 2012  | 129,000 سيارة       |
| 2013  | 122,694 سيارة       |
| 2014  | 118,472 سيارة       |
| 2015  | 102,335 سيارة       |
| 2016  | 85,981 سيارة        |
| 2017  | 52,860 سيارة        |

## سباق السيارات
فورمولا إيه (Formula E)

دي إس فورمولا إيه 2018 في نيويورك

دي إس تدخل ميدان سباق السيارات بشراكة مع فريق فيرجن راسينغ المملوكة لريتشارد برانسون تحت اسم DS Vergin racing. لموسمين على التوالي 2015-16 و 2016-17 قبل الانتقال للشراكة مع فريق Techeetah الصيني.

## معرض صور

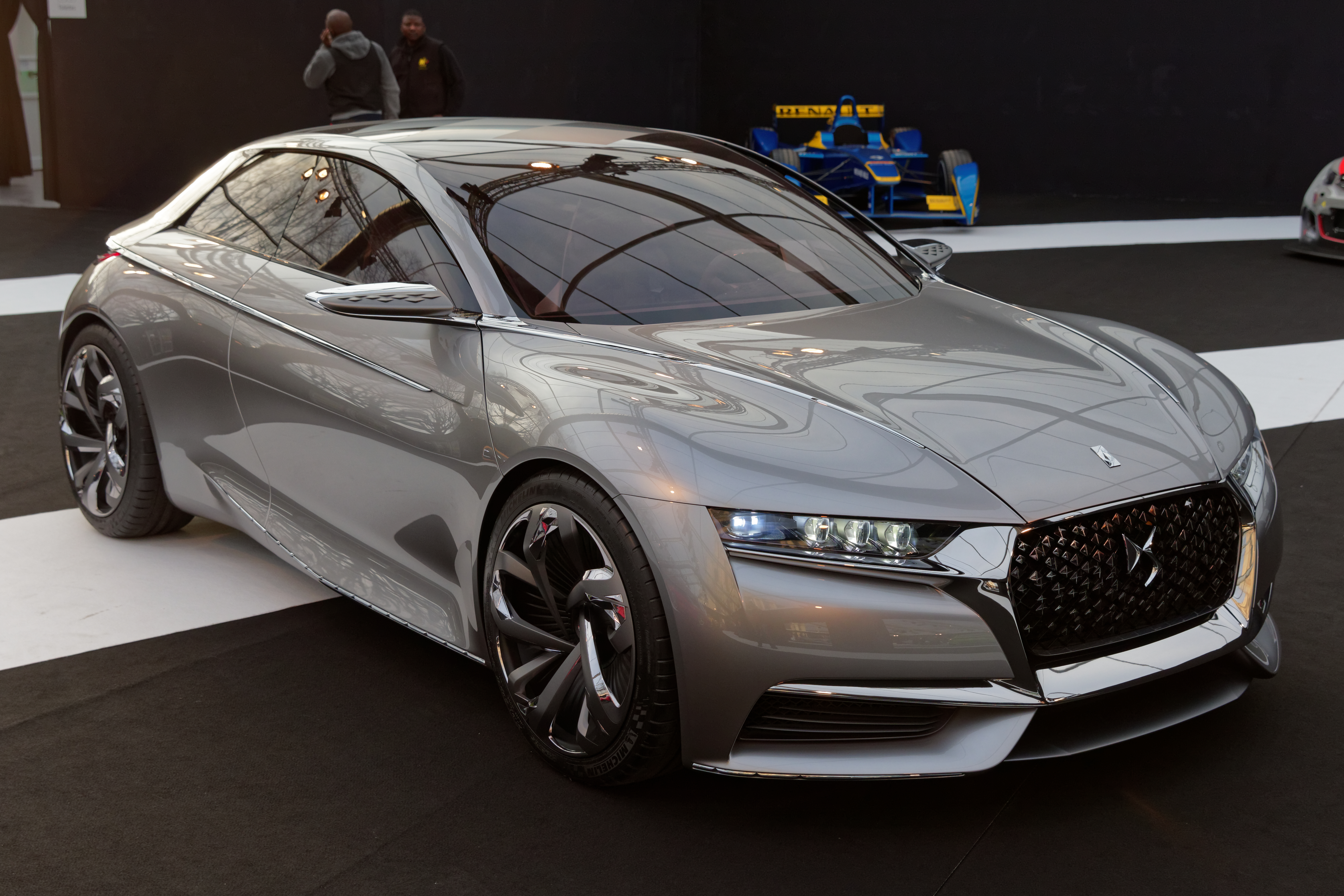
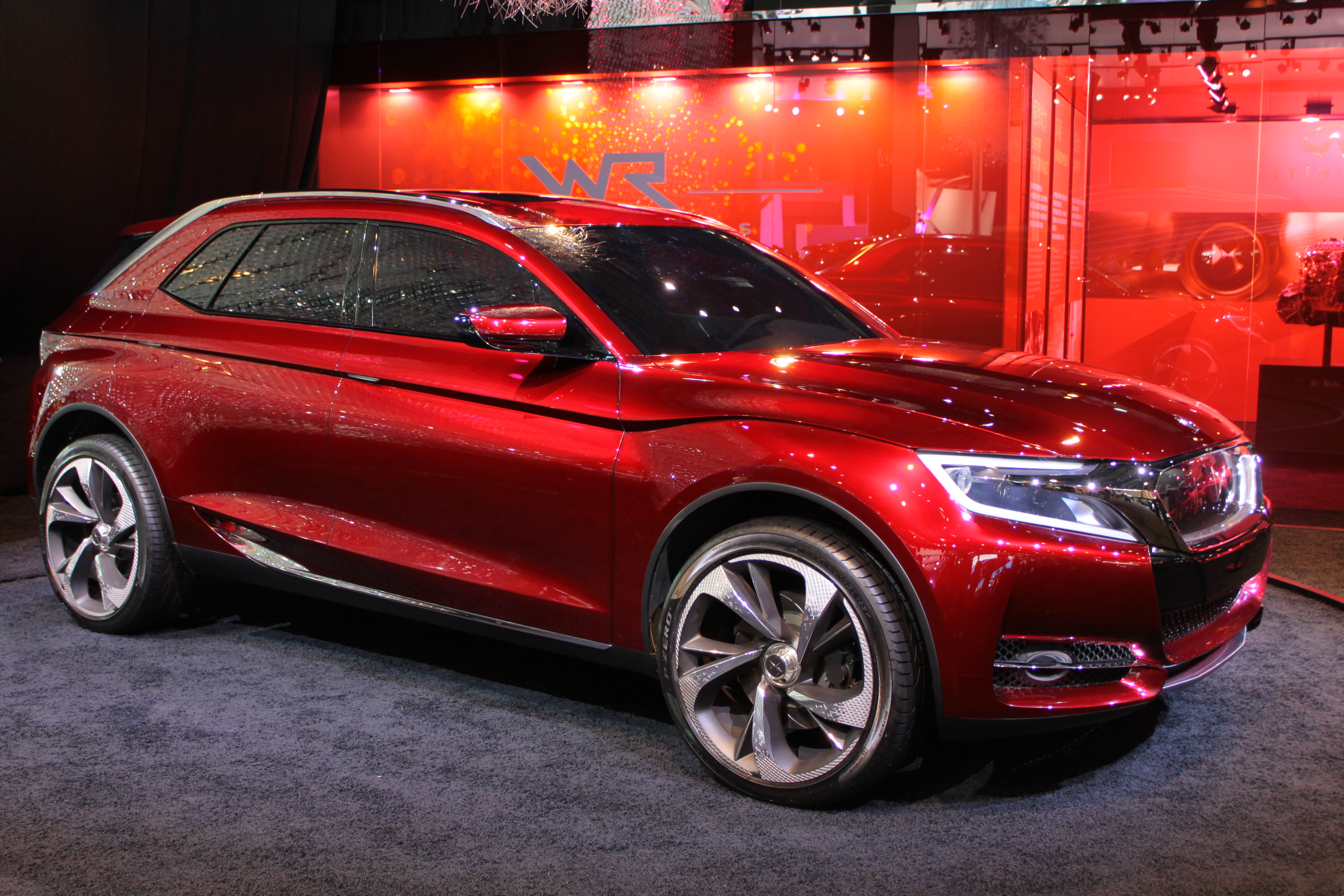
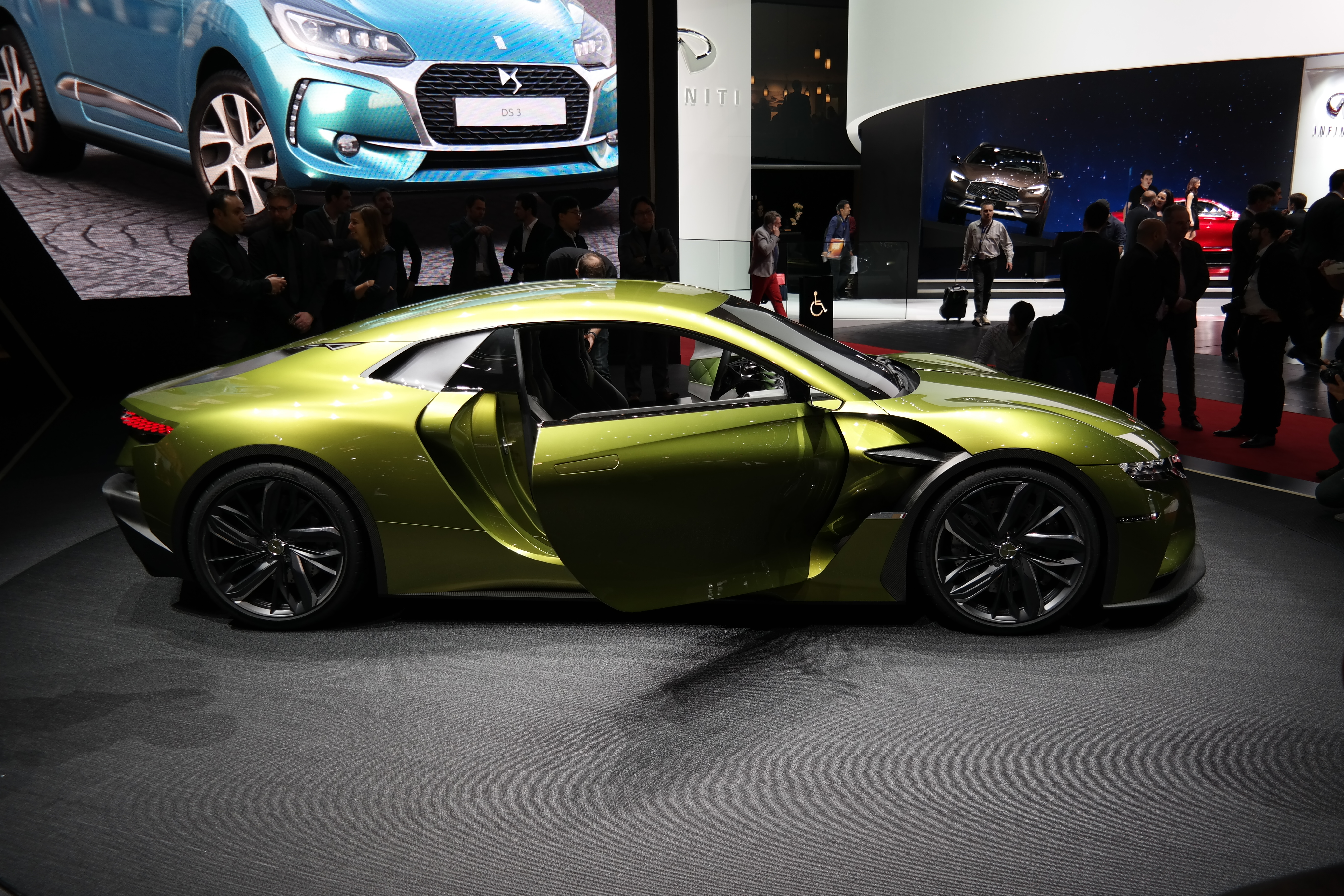
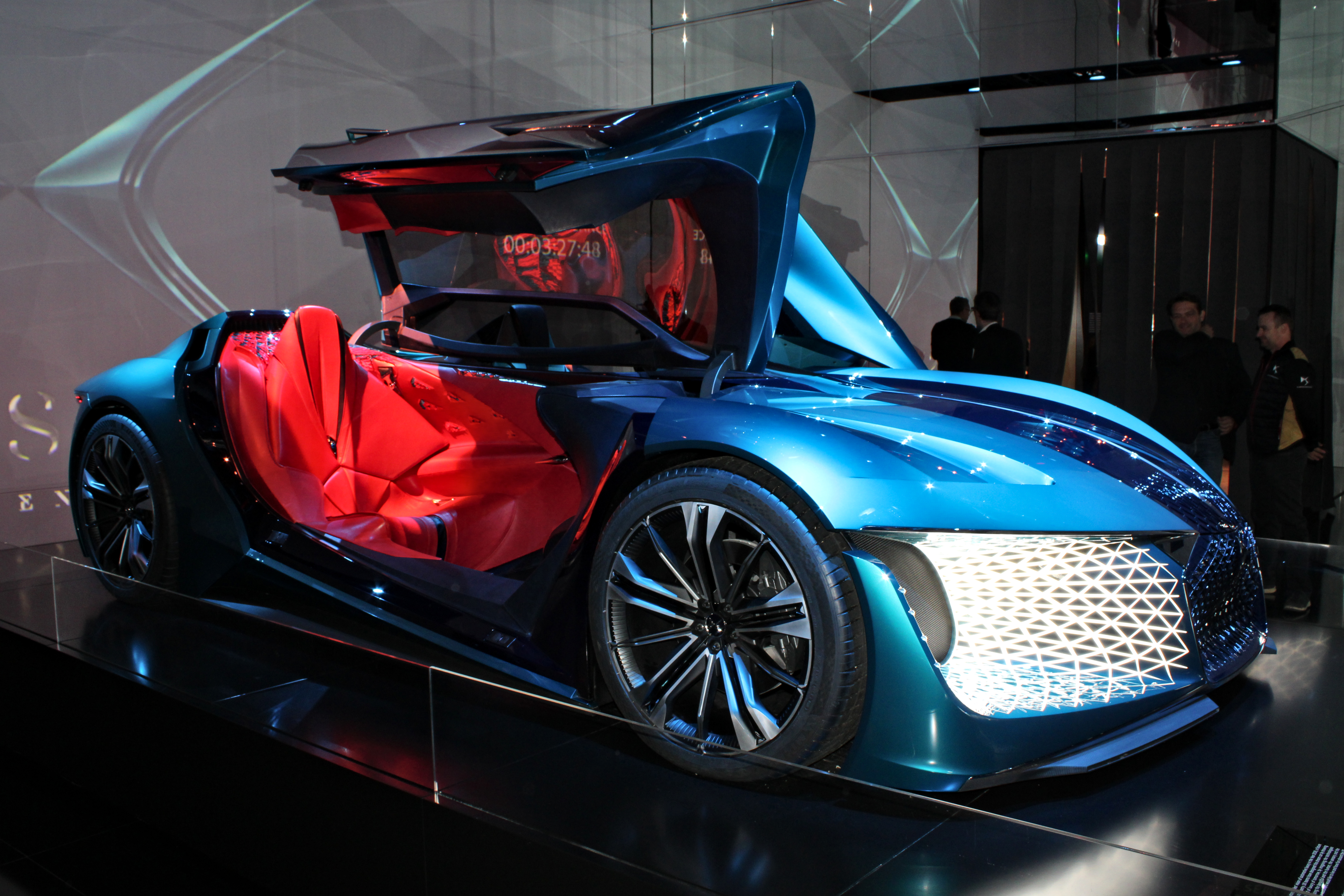